# 허성욱
허성욱(1962년 ~ 1997년)은 대한민국의 대중음악가이다. 포크 록 밴드 들국화의 키보드 주자로 유명하다.

## 들국화활동 이후의 음악 활동
들국화 해체 후 전인권과 함께 '1979-1987 추억 들국화'라는 통기타 위주의 음반을 내기도 했다. 1997년 캐나다에서 교통사고로 사망하였다.
- 1988년 전인권 1집
- 1988년 시인과촌장 3집
- 1991년 조하문 용평 라이브 밴드 멤버
- 1993년 조하문 4집
- 1994년 조하문 대학로 라이브 밴드 멤버
- 1995년 최성원 라이브 밴드 멤버

## 들국화라는 밴드 이름의 유래
들국화 그룹 이름을 짓던 중 허성욱이 씹던 껌의 이름이 '들국화'여서 그 껌 때문에 팀명이 들국화가 되었다.

## 학력
- 추계예술학교 피아노학과 졸업

## 참조
1. ↑  서정민기자 '사반세기 돌아와, 들국화의 추억을 부르다' 한겨레 2011년 2월 15일
2. ↑  네이버 백과사전 '추억의 들국화' 네이버 백과사전 1979~1987 추억 들국화
3. ↑  이언혁기자 기타리스트 조덕환, 요절 허성욱 추모곡 새 앨범 수록' 뉴스엔 2011년 2월 3 일
4. ↑  황유영기자'전인권 들국화 팀명비화 “껌씹다 지은 이름"' 뉴스엔 2012년 9월 25